# Guangzhou University City Stadium

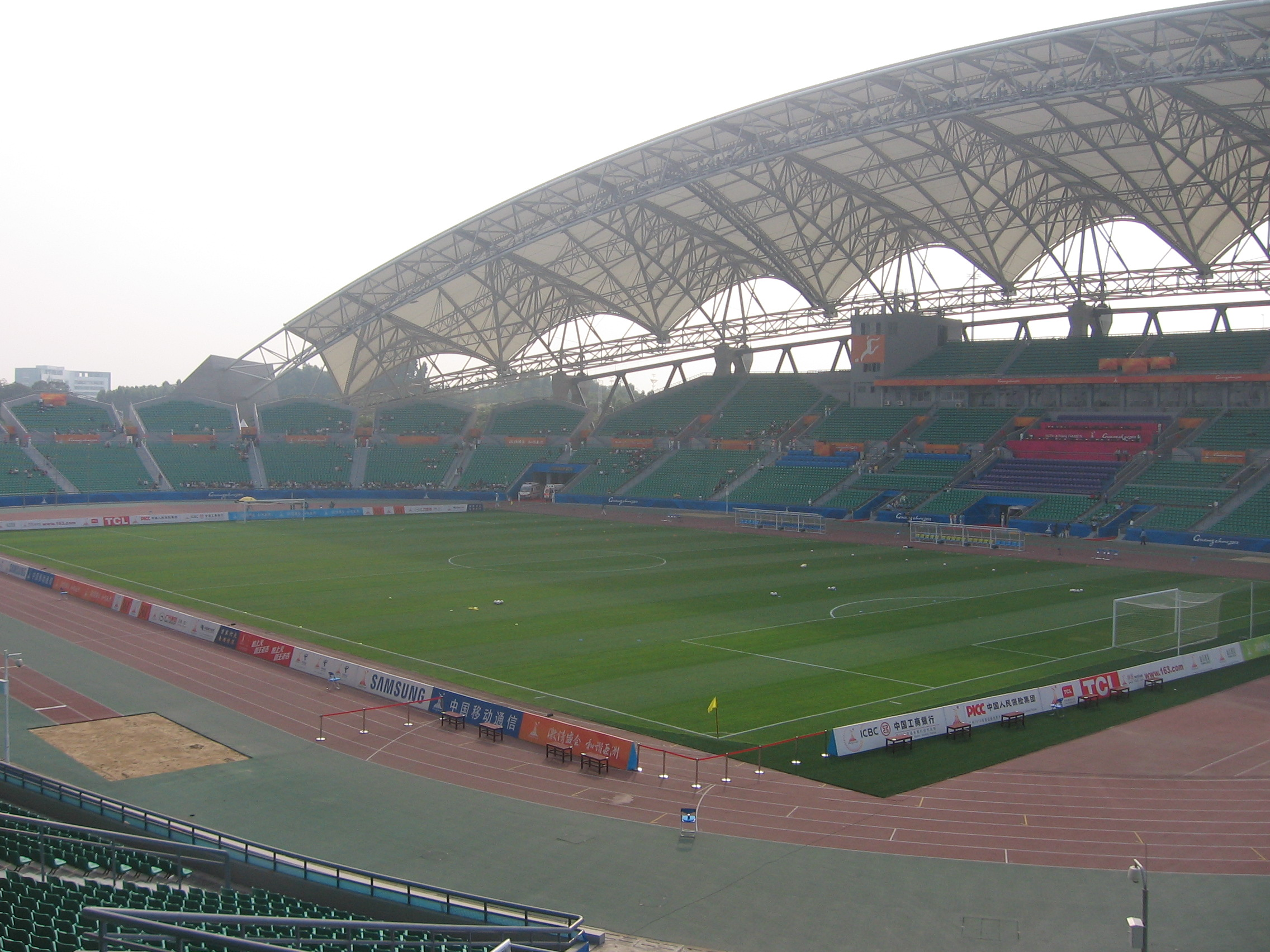
Das Stadion während der Asienspiele 2010

Das Guangzhou University City Stadium (chinesisch 广州大学城体育中心) oder auch Guangzhou University Town Central Stadium ist ein Rugby- und Fußballstadion mit Leichtathletikanlage in der chinesischen Stadt  Guangzhou, Provinz Guangdong. Es wird meist für Fußball, aber auch für Leichtathletik, Rugby Union und 7er-Rugby genutzt.
Hier wurden die Wettbewerbe im 7er-Rugby und Fußball der Asienspiele 2010 abgehalten. Die Sportstätte bietet 39.346 Plätze, was es, nach dem Guangdong Olympic Stadium und dem Tianhe-Stadion, zum drittgrößten Stadion in Guangzhou macht, .